# HIGHSPEED Étoile
『HIGHSPEED Étoile』（ハイスピード エトワール）は、日本のテレビアニメ作品。2024年4月から6月まで放送された。ナレーションは古谷徹。

## 概要
藤真拓哉がキャラクター原案、佐々木裕路がプロデューサーを務めるオリジナル作品。キングレコード、グッドスマイルカンパニー、Yostarの3社が協力して作成する。
スーパーフォーミュラを運営する日本レースプロモーション (JRP) が制作協力および協業パートナー、無限がテクニカルアドバイザーを務める。また、レーシングカーの車体やレーシングスーツには実在する企業のスポンサーロゴが印字される（プロダクトプレイスメントの一種）。

## あらすじ
新たなエネルギー「Hybrid Performance Exceed Reacter（通称：ハイパー）」が発見され、環境問題が改善された世界。ハイパーを動力とする時速500kmを超えるマシンで争われるレース「NEX Race」の舞台に、新人レーサー輪堂凛が挑む。

## 登場人物

### ドライバー
輪堂 凛（）
声 - 和泉風花
所属チーム - 武戦レーシング
パートナー企業 - Yostar、SFgo、Mixalive TOKYO、Gugenka
本作の主人公。かつてはバレエダンサーを目指していたが、故障により挫折している。
浅河 カナタ（）
声 - 日笠陽子
所属チーム - イザナミ・レーシング
パートナー企業 - GALLERIA、ミツバサンコーワ、Gigo、raytrek、サードウェーブ
凛、永遠とはスクールの同期。熱血系でノルと速いが、崩れると脆い。
小町 永遠（）
声 - 井澤詩織
所属チーム - イザナミ・レーシング
パートナー企業 - CHILL OUT、アズールレーン、VRChat、スタジオGS
幼い頃から英才教育を受けて育ち、折り紙つきの実力を持つ一方、レース以外の知識に乏しく、友達もいない。
ソフィア・B・時任（ソフィア・ブライアント・ときとう）
声 - 堀江由衣
所属チーム - ポレイユ・レーシング
パートナー企業 - nosh、コーセー、セガ、ワコム、CLIP STUDIO PAINT
アリスと同期の日米ハーフのドライバー。かつてセカンドチームに落ちた過去を持つ。
劉 悠然（）
声 - 諏訪彩花
所属チーム - 白虎（バイフー）・レーシング
パートナー企業 - タニタ、丸井、雀魂、rinna
天才肌の若手ドライバー。ストイックな性格で、自らにも完璧を求め努力を欠かさない。
アリス・サマーウッド
声 - 水樹奈々
所属チーム - アリアンロッド・グランプリ
パートナー企業 - ヤマト運輸、グッドスマイルカンパニー、SERENDIX
圧倒的な勝率を誇る、通称『クイーン』。奔放な性格で、ノリと勢いの走りでファンを魅了している。
リチャード・パーカー
声 - 松田健一郎
所属チーム - アリアンロッド・グランプリ
パートナー企業 - グッドスマイルカンパニー、クオラス、うぶごえ
冷静かつ堅実な走りで評価の高いベテランドライバー。クイーンの勝利は彼のサポートによってもたらされることも多い。
ロレンツォ・M・サルヴァトーレ
声 - 鳥海浩輔
所属チーム - アドリアーノ・フォーミュラ
パートナー企業 - キングレコード、タカラトミー、京都機械工具、WIXOSS、KING AMUSEMENT CREATIVE
ドライバーに必要とされる要素すべてに隙が無い、完璧なる絶対王者。尊敬の念を持って『キング』と呼ばれている。プライベートでは子煩悩な父親の面も見せる。

### プリマステラ
双子のバーチャルアイドルでNEX Raceのオフィシャルアイドルとして、歌やダンスでレースシーンを盛り上げる。凛も彼女たちのファンである。
日向 光莉 / Hikari
声 - 船戸ゆり絵
輪堂 凛と同じチーム、武戦レーシング所属のアシスタント。実はプリマステラ・Hikariなのだが、チームメイトの凛には内緒。
九頭竜 明莉 / Akari
声 - 内田秀
武戦レーシングのオーナーである、九頭竜豪志の孫娘。プリマステラ・Akariであることは、極秘とされている。

## スタッフ
- 原作 - HIGHSPEED Étoile Project[8]
- 監督 - 元永慶太郎[8]
- シリーズ構成 - 鴻野貴光[8]
- 演出 - 元永慶太郎、作野賢一郎
- キャラクター原案・デザイン - 藤真拓哉[7]
- サブキャラクターデザイン - 堀井久美、平山まどか、末岡正美
- Hyperマシンデザイン設計 - 本間貴之、A-CATDesignTeam
- コスチュームデザイン - 竹内敏子
- プロップデザイン - 杉原由美
- CGIディレクター - 菅谷風太
- 2Dディレクター - 本田稔裕
- 美術監督 - 谷地清孝
- 美術設定 - 長谷部葵
- 撮影監督 - 後藤優一
- 編集 - 木村祥明
- 音響監督 - えびなやすのり[8]
- 音響効果 - 川田清貴
- 音楽 - EFFY
- 音楽制作 - キングレコード
- 音楽プロデュース - First Call Music
- プロデューサー - 佐々木ゆうろ、林玄規、木梨美涼、谷舞、山崎博昭
- アニメーションプロデューサー - 佐藤俊亮
- アニメーション制作 - studio A-CAT[8]
- 製作 - HIGHSPEED Étoile Project

## 主題歌
「ADRENALIZED」
水樹奈々によるオープニングテーマ。作詞は水樹奈々、作曲・編曲は光増ハジメ。
「ファンファーレ」
SCANDALによるエンディングテーマ。作詞はTOMOMI、作曲・編曲はMAMI。
「Stargazing」
第1話で使用された。プリマステラ Akari（内田秀） & Hikari（船戸ゆり絵）による挿入歌。作詞は志村真白、作曲・編曲は光増ハジメ。
「Beautiful Days」
第7話で使用された。プリマステラ Akari（内田秀） & Hikari（船戸ゆり絵）による挿入歌。作詞・作曲・編曲は志村真白。
「Night Pride」
第9話、第12話で使用された。プリマステラ Akari（内田秀） & Hikari（船戸ゆり絵）による挿入歌。作詞・作曲・編曲は志村真白。
「HIGHER-HYPER!」
第12話で使用された。プリマステラ Akari（内田秀） & Hikari（船戸ゆり絵）による挿入歌。作詞は志村真白、作曲・編曲は光増ハジメ。

## 各話リスト
| 話数 | サブタイトル     | 脚本       | コンテ                    | 初放送日      |
| ---- | ---------------- | ---------- | ------------------------- | ------------- |
| #01  | 富士の空の下で   | 鴻野貴光   | 岩畑剛一                  | 2024年 4月6日 |
| #02  | デビュー！       | 鴻野貴光   | 岩畑剛一                  | 4月13日       |
| #03  | 女王襲来         | 鴻野貴光   | 岩畑剛一 元永慶太郎       | 4月20日       |
| #04  | 王者到来         | 待田堂子   | ボブ白旗 元永慶太郎       | 4月27日       |
| #05  | 耳を澄ませて     | 日暮茶坊   | 麻宮騎亜                  | 5月4日        |
| #06  | バックマーカー   | 待田堂子   | こでらかつゆき 元永慶太郎 | 5月11日       |
| #07  | 幸運の女神       | 鴻野貴光   | 髙田淳 元永慶太郎         | 5月18日       |
| #08  | あなたの走り     | 中村浩二郎 | こでらかつゆき 元永慶太郎 | 5月25日       |
| #09  | 上海ナイトレース | 鴻野貴光   | 麻宮騎亜                  | 6月1日        |
| #10  | 最速のその先へ   | 鈴木貴昭   | こでらかつゆき            | 6月8日        |
| #11  | 女王決戦         | 鴻野貴光   | 岩畑剛一                  | 6月15日       |
| #12  | その先の景色     | 鴻野貴光   | 岩畑剛一                  | 6月22日       |

## 放送局
| 放送期間                | 放送時間                     | 放送局             | 対象地域       | 備考                                 |
| ----------------------- | ---------------------------- | ------------------ | -------------- | ------------------------------------ |
| 2024年4月6日 - 6月22日  | 土曜 1:53 - 2:23（金曜深夜） | 毎日放送           | 近畿広域圏     | 製作参加 / 『アニメイズム』B1枠      |
|                         |                              | IBC岩手放送        | 岩手県         |                                      |
|                         |                              | テレビユー福島     | 福島県         |                                      |
|                         |                              | TBSテレビ          | 関東広域圏     | 『アニメイズム』B1枠                 |
|                         |                              | 新潟放送           | 新潟県         |                                      |
|                         |                              | チューリップテレビ | 富山県         |                                      |
|                         |                              | 熊本放送           | 熊本県         |                                      |
|                         | 土曜 2:08 - 2:38（金曜深夜） | テレビ山口         | 山口県         |                                      |
|                         | 土曜 2:15 - 2:45（金曜深夜） | 北陸放送           | 石川県         |                                      |
|                         | 土曜 2:23 - 2:53（金曜深夜） | 北海道放送         | 北海道         |                                      |
|                         |                              | RSK山陽放送        | 岡山県・香川県 |                                      |
|                         |                              | 大分放送           | 大分県         |                                      |
|                         |                              | 琉球放送           | 沖縄県         |                                      |
|                         | 土曜 2:30 - 3:00（金曜深夜） | BS-TBS             | 日本全域       | BS/BS4K放送 / 『アニメイズム』B1枠   |
|                         | 土曜 2:55 - 3:25（金曜深夜） | テレビ山梨         | 山梨県         |                                      |
| 2024年4月7日 - 6月23日  | 日曜 1:28 - 1:58（土曜深夜） | 宮崎放送           | 宮崎県         |                                      |
|                         |                              | 南日本放送         | 鹿児島県       |                                      |
|                         | 日曜 1:43 - 2:13（土曜深夜） | 東北放送           | 宮城県         |                                      |
|                         | 日曜 1:58 - 2:28（土曜深夜） | テレビユー山形     | 山形県         |                                      |
|                         | 日曜 2:00 - 2:30（土曜深夜） | RKB毎日放送        | 福岡県         |                                      |
|                         | 日曜 2:13 - 2:43（土曜深夜） | 静岡放送           | 静岡県         | 『スーパーアニメ6区』枠              |
|                         | 日曜 2:34 - 3:04（土曜深夜） | 長崎放送           | 長崎県         |                                      |
|                         | 日曜 2:39 - 3:09（土曜深夜） | CBCテレビ          | 中京広域圏     | 『アガルアニメ Type-C』枠            |
| 2024年4月8日 - 6月24日  | 月曜 22:30 - 23:00           | AT-X               | 日本全域       | CS放送 / 字幕放送 / リピート放送あり |
| 2024年4月9日 - 6月25日  | 火曜 1:30 - 2:00（月曜深夜） | 信越放送           | 長野県         |                                      |
|                         | 火曜 1:55 - 2:25（月曜深夜） | 中国放送           | 広島県         |                                      |
| 2024年4月10日 - 6月26日 | 水曜 19:00 - 19:30           | 群馬テレビ         | 群馬県         | 群馬県内では実質再放送               |

| 配信開始日   | 配信時間                   | 配信サイト |
| ------------ | -------------------------- | --- |
| 2024年4月6日 | 土曜 2:30（金曜深夜） 更新 | dアニメストア Lemino アニメタイムズ |
| 2024年4月8日 | 月曜 0:00（日曜深夜） 更新 | ABEMA Amazon Prime Video auスマートパスプレミアム バンダイチャンネル DMM TV FOD HAPPY!動画 Hulu J:COM STREAM MBS動画イズム milplus ムービーフルPlus ニコニコチャンネル ニコニコ生放送 TELASA TVer U-NEXT YouTube クランクイン!ビデオ ふらっと動画 |

## BD
| 巻 | 発売日         | 収録話          | 規格品番 |
| -- | -------------- | --------------- | -------- |
| 1  | 2024年6月12日  | 第1話           | KIXA-975 |
| 2  | 2024年7月10日  | 第2話 - 第3話   | KIXA-976 |
| 3  | 2024年8月21日  | 第4話 - 第5話   | KIXA-977 |
| 4  | 2024年9月11日  | 第6話 - 第7話   | KIXA-978 |
| 5  | 2024年10月9日  | 第8話 - 第9話   | KIXA-979 |
| 6  | 2024年11月13日 | 第10話 - 第12話 | KIXA-980 |

## 漫画
スピンオフ漫画作品『HIGHSPEED Étoile: L'Entrée de Towa et Kanata』（ハイスピード エトワール ル オントレ ドゥ トワ エ カナタ）が、2023年10月23日からマンガクロス（秋田書店）で連載中。原作・脚本はHIGHSPEED Étoile、作画は御園ちあき、協力は鈴鹿サーキット。
- HIGHSPEED Étoile（原作・脚本） / 御園ちあき（作画） / 鈴鹿サーキット（協力）『HIGHSPEED Étoile: L'Entrée de Towa et Kanata』 秋田書店〈チャンピオンREDコミックス〉、既刊1巻（2024年4月18日現在）
  1. 2024年4月18日発売[15]、ISBN 978-4-253-32075-7

## ゲーム

### HIGHSPEED Étoile パズルレーシング！
『HIGHSPEED Étoile パズルレーシング！』がiOS・Android向けに2024年に配信。ジャンルはパズルゲーム。開発はBlazeCircuit Studio。

### HIGHSPEED Étoile Paddock Stories
『HIGHSPEED Étoile Paddock Stories』（ハイスピードエトワール パドックストーリーズ）がNintendo Switch向けにエンターグラムより2024年11月21日に発売。ジャンルはビジュアルノベル。

#### 主題歌（Paddock Stories）
「Re:Étoile」
プリマステラ Akari（内田秀） & Hikari（船戸ゆり絵）による主題歌。

## レーシングチーム
2024年4月にHIGHSPEED Étoile Racingが発足。KYOJO CUP、富士チャンピオンレース（FCR-VITA）、EV-GPに参戦する。総監督には川合孝汰が就任し、ドライバーは清水愛、前田琴美が起用される。マシンはウエストレーシングカーズ製のVITA-01（KYOJO CUP、FCR-VITA）とテスラ・モデルS Plaid（EV-GP）が使用される。
5月30日には、全日本カート選手権EV部門に参戦体制が発表された。「ハイスピードエトワール EV Kart レーシング」として参戦、白石樹望と奥田ももを起用する。